# Sargus dispar
Sargus dispar är en tvåvingeart som först beskrevs av Lindner 1966.  Sargus dispar ingår i släktet Sargus och familjen vapenflugor. Inga underarter finns listade i Catalogue of Life.